# Yao'an
Yao'an är ett härad i Chuxiong, en autonom prefektur för yifolket-folken i Yunnan-provinsen i sydvästra Kina. 
1. ↑  http://www.geohive.com/cntry/CN-53_ext.aspx